# Comté de Richmond (Géorgie)
Pour les articles homonymes, voir Comté de Richmond.
Le comté de Richmond est un comté de Géorgie, aux États-Unis.
Il est plus souvent nommé comté d'Augusta-Richmond (Augusta-Richmond County), en raison de l'importance de la ville d'Augusta (200 549 habitants au recensement de 2010)[réf. nécessaire].

## Démographie
| 1790   | 1800  | 1810  | 1820  | 1830   | 1840   |
| ------ | ----- | ----- | ----- | ------ | ------ |
| 11 317 | 5 475 | 6 189 | 8 608 | 11 644 | 11 932 |

| 1850   | 1860   | 1870   | 1880   | 1890   | 1900   |
| ------ | ------ | ------ | ------ | ------ | ------ |
| 16 246 | 21 284 | 25 724 | 34 665 | 45 194 | 53 735 |

| 1910   | 1920   | 1930   | 1940   | 1950    | 1960    |
| ------ | ------ | ------ | ------ | ------- | ------- |
| 58 886 | 63 692 | 72 990 | 81 863 | 108 876 | 135 601 |

| 1970    | 1980    | 1990    | 2000    | 2010    | 2020    |
| ------- | ------- | ------- | ------- | ------- | ------- |
| 162 437 | 181 629 | 189 719 | 199 775 | 200 549 | 206 607 |